# Marco Botta
Marco Botta (Casale Monferrato, 10 novembre 1960) è un politico italiano.

## Biografia

### Elezione a deputato
Nel 2011 è proclamato deputato della XVI legislatura della Repubblica Italiana nella circoscrizione Piemonte 2 per il Popolo della Libertà in sostituzione di Valerio Cattaneo.